# David Thorpe (pilot de motocròs)
|  | No s'ha de confondre amb David Thorpe (pilot de trial). |

David Thorpe   (29 de setembre de 1962), conegut també com a Dave Thorpe, és un ex-pilot de motocròs anglès, guanyador de tres Campionats del Món de motocròs en la categoria de 500cc. El 2023 va ser nomenat FIM Legend.

## Trajectòria esportiva
Thorpe començà ben aviat a excel·lir tant en motocròs com en futbol, fins i tot de jove tingué una oferta dels Queen's Park Rangers, abans de concentrar-se en l'esport motoritzat. Després d'una carrera plena d'èxits amb l'equip Kawasaki del Regne Unit, Thorpe fitxà per l'equip oficial d'Honda el 1983 i la temporada següent ja començà a guanyar Grans Premis de tant en tant. La temporada de 1985 conquerí el seu primer mundial i ho arrodoní amb la victòria general al Motocross des Nations disputat a Gaildorf, Alemanya, vencent pilots nord-americans com ara Jeff Ward o David Bailey. La temporada de 1986 va revalidar el títol mundial després d'un llarg duel amb el seu company a Honda André Malherbe.
Un seguit de lesions li impediren de guanyar el campionat durant 1987 i 1988. El 1989 el va aconseguir, tot i la forta oposició d'Eric Geboers. El 1990 retornà a Kawasaki, però la moto estava força per sota de l'Honda i Thorpe no va poder lluitar pel títol. A la fi de 1991 va retornar a Honda i pilota per a l'equip italià Cinti Honda. Incapaç de retrobar la seva antiga forma es retirà del motocròs professional el 1993, a l'edat de 31 anys.
Després d'un temps com a entrenador de l'equip britànic per al Motocross des Nations (durant el qual el Regne Unit hi aconseguí la victòria el 1994), Thorpe es concentrà en la direcció de l'equip CAT Honda, amb seu al Regne Unit, a finals dels anys 90. L'equip tingué èxit tant a la Gran Bretanya com al mundial. El 2001 Honda decidí de sobte retirar-ne el suport (així com el que donava a altres equips) i l'equip es dissolgué. Thorpe ha estat també director de cursa del trofeu clubs de motocròs de l'Oest d'Anglaterra Patchquick.
El 2007 va competir en categoria Sènior (per a pilots de 41 a 50 anys) al nou campionat de la FIM, la Copa del Món de motocròs per a veterans (Veterans Motocross World Cup), previst a dues rondes. Les va guanyar totes dues (Namur i Donington Park) i va aconseguir així el seu quart títol mundial.

## Palmarès
| Any          | Motocicleta  | C. del món | MXDN | C. britànic | C. britànic |
| Any          | Motocicleta  | 500cc      | MXDN | 500cc       | 250cc       |
| ------------ | ------------ | ---------- | ---- | ----------- | ----------- |
| 1982         | Kawasaki     | 6è         |      | -           | 1r          |
| 1983         | Honda        | 5è         |      | 1r          | -           |
| 1984         | Honda        | 3r         |      | 1r          | -           |
| 1985         | Honda        | 1r         | 1r   | 1r          | -           |
| 1986         | Honda        | 1r         |      | 1r          | -           |
| 1987         | Honda        | 5è         |      | 1r          | -           |
| 1988         | Honda        | 3r         |      |             |             |
| 1989         | Honda        | 1r         |      |             |             |
| 1990         | Kawasaki     | 5è         |      |             |             |
| 1991         | Kawasaki     | 7è         |      |             |             |
| 1992         | Honda        | 17è        |      |             |             |
| 1993         | Honda        | 17è        |      |             |             |
| Total títols | Total títols | 3          | 0    | 5           | 1           |

1. ↑  Victòria absoluta individual